# 邹衡
邹衡（1927年—2005年12月27日），生于湖南澧县，中国历史学及考古学家，北京大学史学系毕业，自1956年起在北京大学历史系及考古系任教。研究专业为夏商周考古及新石器时代考古。

## 著作
- 夏商周考古学论文集，1980年，文物出版社